# مرجان پتکوویچ
مرجان پتکوویچ (انگلیسی: Marjan Petković؛ زادهٔ ۲۲ مهٔ ۱۹۷۹) بازیکن فوتبال اهل آلمان است.
از باشگاه‌هایی که در آن بازی کرده‌است می‌توان به باشگاه فوتبال اف‌اس‌وی فرانکفورت، باشگاه فوتبال اس‌وی زاندهاوزن، باشگاه فوتبال آینتراخت برانشوایگ، و باشگاه فوتبال هوفنهایم اشاره کرد.